# Aiaaira
"Aiaaira" (en Idioma abjasio: Аиааира, "Victoria") es el himno nacional de Abjasia. Fue adoptado en 1992. La letra fue escrita por Gennady Shalikovich Alamia, y la música fue compuesta por Valera Chkaduwa.

## Letra
| Abjasio original | Romanización de abjasio | Kartvelización de abjasio | Transcripción AFI | Letra en ruso | Traducción al español |
| --- | --- | --- | --- | --- | --- |
| Шәнеибац, шәнеибац, Аԥсуаа рыҷкәынцәа. Аԥсны азыҳәан Ашьа казҭәаз, Аԥсуаа рыҷкәынцәа. Ахақәиҭраз Ашьа казҭәаз, Аԥсуаа рыҷкәынцәа. О-ҳо-ҳо-о ҳо-о-Рада О-ҳо-ҳо-о ҳо-о-Рада-Ра! Ажәҩан мрадоуп, еҵәадоуп Уара уда Аԥсынра! Еҵәа-бырлаш Аԥсынтәла, Улԥха згәаҵақәа ирҭыԥхо, Геи-шьхеи рыԥшӡара заԥшнылаз. Жәлар ламысла иҳаракоит. Рада, Реида, Рарира Рада, Рерама, Рерашьа. Нарҭаа риира-зиироу Афырхацәа Ран-Гуашьа Аԥсынтәыла-иԥшьоч атәыла Зхы здиныҳәалаз Анцәа Зқьышықәасала имҩасхьо гылоуп Рыжәаҩа еибырҭоит уԥацәа. Шәнеибац Аԥсныжәлар! Аишьцәа, шәнеибац! Нхыҵ-аахыҵ ҳаицуп! Ҳазшаз илаԥш Ҳхыуп иаҳхымшәо Ԥеԥш лаша ҳзышуп! Шәнеибац, Аԥсныжәлар, Игылеит ҳамра, Иақәым ҭашәара! Урылагәыргьа, Анра-аҳшара Шьардаамҭа, Аиааира! | Šwnejbac, šwnejbac, Apsuaa ryč̣ḳwyncwa. Apsny azyhwan Aśa ḳaztwaz, Apsuaa ryč̣ḳwyncwa. Axaḳwitraz Aśa ḳaztwaz, Apsuaa ryč̣ḳwyncwa. O-ho-ho-o ho-o-Rada O-ho-ho-o ho-o-Rada-Ra! Ažwjwan mradouṗ, eċwadouṗ Uara uda Apsynra! Ec̣wa-byrlaš Apsynṭwla, Ulpxa zgwac̣akwa irtypxo, Gej-śxej rypšʒara zapšnylaz. Žwlar lamysla iharaḳojṭ. Rada, Reida, Rarira Rada, Rerama, Reraśa. Nartaa rijra-zijrou Afyrxacwa Ran-Guaśa Apsynṭwyla-ipśoć aṭwyla Zxy zdinyhwalaz Ancwa Zkjyšykwasala imjwasxjo gylouṗ Ryžwajwa ejbyrtojṭ upacwa. Šwnejbac Apsnyžwlar! Ajścwa, šwnejbac! Nxyc̣-aaxyc̣ hajcuṗ! Hazšaz ilapš Hxyuṗ jahxymšwo Pepš laša hzyšuṗ! Šwnejbac, Apsnyžwlar Igylejṭ hamra, Jakwym tašwara! Urylagwyrgja, Anra-ahšara Śardaamta, Ajaajra! | შჿნეიბაც, შჿნეიბაც აფსუაა რჷჭკჿჷნცჿა. აფსნჷ აზჷჰჿან აშა კაზთჿაზ, აფსუაა რჷჭკჿჷნცჿა. ახაქჿითრაზ აშა კაზთჿაზ, აფსუაა რჷჭკჿჷნცჿა. ო-ჰო-ჰო-ო ჰო-ო-რადა ო-ჰო-ჰო-ო ჰო-ო-რადა-რა! აჟჿჳან მრადოუპ, ეწჿადოუპ უარა უდა აფსჷნრა! ეწჿა-ბჷრლაშ აფსჷნტჿლა, ულფხა ზგჿაწაქჿა ირთჷფხო, გეი-შხეი რჷფშჾძარა ზაფშჾნჷლაზ. ჟჿლარ ლამჷსლა იჰარაკოიტ. რადა, რეიდა, რარირა რადა, რერამა, რერაშა. ნართაა რიირა-ზიიროუ აჶჷრხაცჿა რან-გუაშა აფსჷნტჿჷლა-იფშოჩ ატჿჷლა ზხჷ ზდინჷჰჿალაზ ანცჿა ზქჲჷშჾჷქჿასალა იმჳასხჲო გჷლოუპ რჷჟჿაჳა ეიბჷრთოიტ უფაცჿა. შჿნეიბაც აფსნჷჟჿლარ! აიშცჿა, შჿნეიბაც! ნხჷწ-აახჷწ ჰაიცუპ! ჰაზშჾაზ ილაფშჾ ჰხჷუპ იაჰხჷმშჿო ფეფშჾ ლაშჾა ჰზჷშჾუპ! შჿნეიბაც, აფსნჷჟჿლარ, იგჷლეიტ ჰამრა, იაქჿჷმ თაშჿარა! ურჷლაგჿჷრგჲა, ანრა-აჰშჾარა შარდაამთა, აფსჷნრა. | [ʃʷnej.bɑt͡sʰ ʃʷnej.bɑt͡sʰ] [ɑpʰ.swɑː rət͡ʃʼ.kʷʼən.t͡ɕʰʷɑ] [ɑpʰ.snə‿ɑ.zə.ħʷɑn ɑ.ʃɑ kʼɑz.tʰʷɑz] [ɑpʰ.swɑː rət͡ʃʼ.kʷʼən.t͡ɕʰʷɑ] [ɑ.χɑ.kʷi.tʰr̥ɑz ɑ.ʃɑ kʼɑz.tʰʷɑz] [ɑpʰ.swɑː rət͡ʃʼ.kʷʼən.t͡ɕʰʷɑ] [o ħo ħo o ħo o rɑ.dɑ] [o ħo ħo o ħo rɑj.dɑ rɑ] [ɑʒʷ.ɥɑn mrɑ.dowpʼ e.t͡ɕʷʼɑ.dowpʼ] [wɑ.rɑ u.dɑ ɑpʰ.sən.rɑ] [e.t͡ɕʷʼɑ bər.lɑʂ ɑpʰ.sən.tʷʼə.lɑ] [ul.pʰχɑ zɡʷɑ.t͡sʼɑ.kʷɑ‿ir.tʰəpʰ.χo] [gejʃ.χej rəpʰʂ.d͡zɑ.rɑ zəpʰ.ʂnə.lɑz] [ʒʷlɑr lɑ.məs.lɑ‿i.ħɑ.rɑkʼ.χojtʼ] [rɑ.dɑ rɑj.dɑ rɑ.ri.rɑ] [rɑ.dɑ re.rɑ.mɑ re.rɑ.ʃɑ] [nɑr.tʰɑː riː.rɑ ziː.row] [ɑ.fər.χɑ.t͡ɕʰʷɑ rɑn.ɡʷɑ.ʃɑ] [ɑpʰ.sən.tʷʼə.lɑ‿ipʰ.ʃow ɑ.tʷʼə.lɑ‿] [‿i.χə zdi.nə.ħʷɑ.lɑz ɑn.t͡ɕʰʷɑ] [zkʲə.ʂəkʷ.sɑ.lɑ‿im.ɥɑs.χʲo gə.lɑn] [rəʒʷ.ɥ(ɑ)‿ej.bər.tʰojtʰ u.pʰɑ.t͡ɕʰʷɑ] [ʃʷnej.bɑt͡sʰ ɑpʰ.snəʒʷ.lɑr] [ɑjʃ.t͡ɕʰʷɑ ʃʷnej.bɑt͡sʰ] [nχət͡sʼ ɑː.χət͡sʼ ħɑj.t͡sʰupʼ] [ħɑz.ʂɑz i.lɑpʰʂ] [ħχəwpʼ jɑħ.χəm.ʃʷo] [pʰejpʰʂ lɑ.ʂɑ ħzəpʰ.ʂupʼ] [ʃʷnej.bɑt͡sʰ ɑpʰ.snəʒʷ.lɑr] [(i)gə.lejtʼ ħɑm.rɑ] [jɑ.kʷəm tʰɑ.ʃʷɑ.rɑ] [(u)rə.lɑ.ɡʷər.ʁʲɑ] [ɑn.rɑ‿ɑħ.ʂɑ.rɑ] [ʃɑr.dɑːm.tʰɑ ɑpʰ.sən.rɑː] | Вперед, сыны Абхазии! Святая кровь, пролитая за Родину, Наши предки проливали за Наших сыновей! Без солнца небо нет, Сердца свою любовь согрев, Красу гор и моря надев, Совести людей возвав, Алмаз в сердце Абхазии! Священная страна Абхазия. Мать сыновей — героев Бог тебя благословляет В течение тысячи лет Дети и братья, плечом к плечу Скажут нам: Народ Абхазии, вперёд! На Севере и на Юге Глаз – создатель видит, Что яркие дни нас ждут Вперед, народ Абхазии Любовь навсегда останется У нас. О Абхазия, Счастливые дни тебе Счастье и почёт! | Marchemos, marchemos, hijos de Abjasia! Vamos a derramar nuestra sangre para Abjasia, hijos de Abjasia! Vamos a derramar nuestra sangre para la independencia, hijos de Abjasia! O-ho-ho-o-ho-o-rada O-ho-ho-o-ho-o-radara! Como el sol en el cielo, ¡Tú siempre eres Abjasia! Tu amor ha calentado incontables corazones, con montañas y mares en ti La conciencia del hombre también en ti, ¡Estrellado, sagrado Abjasia! Rada, Reida, Rarira, Rada, Rerama, Rerasha! Madre del héroe, donde nació Nart, ¡qué sagrado! Abjasia, que el mundo te bendiga por miles de años más por venir. Los niños se unen como una sola gente, Con hermanos hombro a hombro. ¡Marchemos, Abjasios! Hermanos, marchemos! En Transcaucasia, siempre estamos aquí, Dios está mirando aquí, ¡por un futuro mejor! ¡Marchemos, Abjasios! ¡Está amaneciendo! Qué futuro brillante Amar por siempre, esa es la bendición de Dios a ¡El futuro brillante de Abjasia! |